# Nour
Nour è un film del 2019 diretto da Maurizio Zaccaro, liberamente tratto dal libro Lacrime di sale di Pietro Bartolo, incentrato sul delicato tema degli sbarchi di migranti sull'isola di Lampedusa.

## Trama
Pietro è un medico che lavora in un centro d'accoglienza ai migranti. In uno degli tanti sbarchi conosce Nour, una ragazzina che si è imbarcata per l'Italia e sembra apparentemente senza famiglia.
Conoscendo la giovane e conquistando la sua fiducia, non senza fatica, Pietro viene a conoscenza che Nour è stata separata dalla madre durante la partenza e che la sta cercando disperatamente.
Pietro si impegna a fondo per aiutare la ragazza.

## Distribuzione
Presentato al 37º Torino Film Festival del 2019. Il film è stato distribuito nei cinema italiani il 10 agosto 2020.